# Карл Ґруне
Карл Ґруне (нім. Karl Grune; 22 січня 1890, Відень — 2 жовтня 1962, Борнмут) — австрійський і британський кінорежисер, продюсер.

## Біографія
Карл Ґруне народився 22 січня 1890 року у Відні. Навчався у Віденській консерваторії на факультеті театрального мистецтва. Як актор і режисер працював у багатьох австрійських театрах. З 1910 року був актором театру міста Будвайза. Потім працював у театрах в Регенсбурзі, Лайбасі, Чернівцях. В 1914 році з початком Першої світової війни пішов добровольцем на фронт. В результаті важкого поранення на якийсь час втратив мову. Після демобілізації приїхав до Берліна.
З 1918 року грав другорядні ролі в Німецькому театрі Макса Рейнгардта. У 1919 році почав працювати в кіно, спочатку як сценарист, потім режисер. Проте його багато ранніх фільмів не збереглися.
У 1923 році Ґруне зняв фільм про шахтарів Рурської області «Бурхлива погода», який був відмічений рисами натуралізму. Велику популярність здобув його фільм «Вулиця» (1923), в якому деякі прийоми експресіоністів поєднувалися з реалістичним зображенням життя великого міста.
У 1933 році Ґруне емігрував до Великої Британії, де продовжив працювати режисером і продюсером, а також художнім директором «Кепітол філм корпорейшн».
Последние 30 Знімав історичні фільми, серед яких «Абдулла Проклятий» (1934), «Весілля в Корболі» (1935), «Блазень» (1936).

## Фільмографія
- 1919 — З дівочих років одного чоловіка / Aus Eines Mannes Maedchenjahren
- 1919 — Пастушка / (Der Maedchenhirt
- 1919 — Люди в ланцюгах / Menschen in Ketten
- 1920 — Погоня за правдою / Die Jagd nach der Wahrheit
- 1920 — Нічний візит / Nachtbesuch
- 1921 — Ніч без ранку / Nacht ohne Morgen
- 1922 — Жертва жінки / Frauenopfer
- 1922 — Чоловік за бортом / Mann ueber Bord)
- 1922 — Завойовник / Der Eroberer)
- 1922 — Граф фон Харолаїс / Der Grafvon Charolais)
- 1922 — Ніч Медічі (Die Nacht der Medici)
- 1922 — Найсильніший порив" (DerstaerksteTrieb)
- 1923 — Вулиця / Die Straße
- 1924 — Арабелла / Arabella
- 1925 — Комедіанти / Komödianten
- 1925 — Ревнощі / Eifersucht
- 1926 — Брати Шелленберг / Die Brueder Schellenberg
- 1927 — На краю світу / Am Rande der Welt
- 1927 — Королева Луїза / Koenigin Luise
- 1928 — Маркіз де Еон, шпигун мадам Помпадур / Marquis d'Eon, der Spion der Pompadour
- 1929 — Ватерлоо / Waterloo
- 1929 — Катерина Кні / Katherina Knie
- 1931 — Жовтий будинок Кинг-Фу / Das Gelbe Haus des King-Fu
- 1935 — Абдула проклятий / Abdul the Damned
- 1936 — Блазень / Pagliacci